# Joke Bijleveld

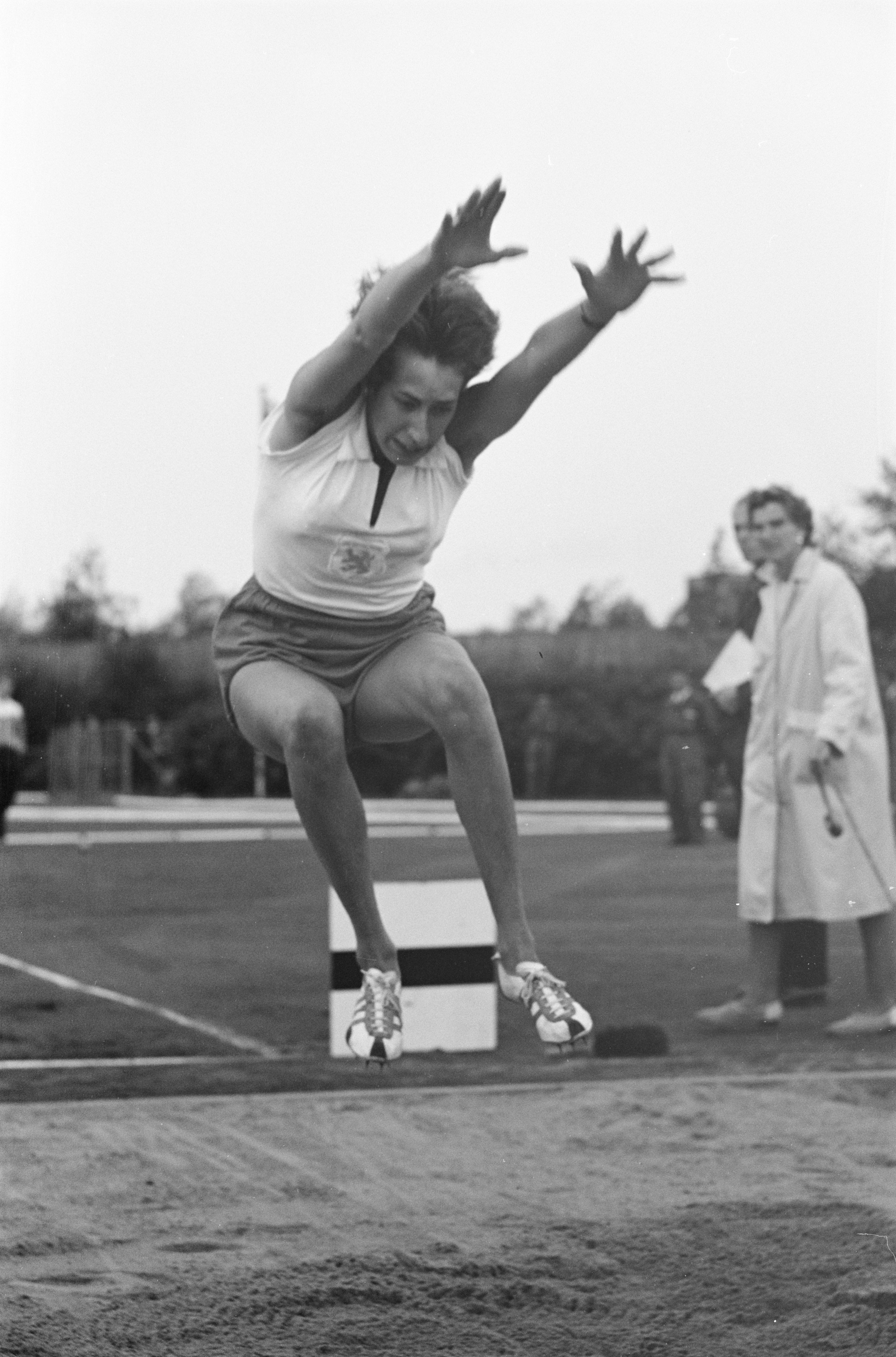
Joke Bijleveld in actie in 1961.

Johanna Catharina Antonia (Joke) Bijleveld (Den Haag, 7 oktober 1940) is een voormalige Nederlandse atlete, die zich had toegelegd op de sprint en het verspringen. Ze veroverde op beide nummers in totaal zes nationale titels en was op het laatste onderdeel enkele jaren Nederlands recordhoudster. Zij nam tweemaal deel aan de Olympische Spelen, met als beste resultaat een zevende plaats bij het verspringen in 1960.

## Loopbaan

### Als junior naar EK
Bijleveld was aangesloten bij de Haagse atletiekclub Celebes. Reeds als junior deed zij van zich spreken. Ze was zestien toen ze in 1957 bij het verspringen haar eerste meisjestitel veroverde, een jaar later gevolgd door twee nieuwe overwinningen bij de meisjes en drie jeugdrecords op de sprint. In deze laatste discipline maakte ze zoveel indruk, onder andere bij de Nederlandse seniorenkampioenschappen, waar zij op de 100 m als tweede finishte en 11,7 s voor zich liet noteren, dat zij nog in datzelfde jaar werd uitgezonden naar de Europese seniorenkampioenschappen in Stockholm. Daar kwam ze op de individuele 100 m tot de halve finale, maar op de 4 x 100 m estafette snelde zij samen met Hannie Bloemhof, Ine Spijk en Ria van Kuik naar een vierde plaats in 46,2. Dat zou een Nederlands record zijn geweest, als hetzelfde stel een dag eerder in de series op een kletsnatte baan al niet 46,1 had laten optekenen, een prestatie van formaat. Joke Bijleveld had haar naam gevestigd.

### Olympische prestaties
Bijleveld vertegenwoordigde Nederland op de Olympische Spelen van Rome in 1960 en de Olympische Spelen van Tokio in 1964 op de onderdelen verspringen en de 100 m sprint. In Rome miste Bijleveld op één centimeter de finale. In de kwalificatieronde was zij met 6,11 m op de zesde plaats geëindigd, gelijk met de Duitse Helga Hoffmann. Aangezien deze echter meer goede sprongen had gehad dan de Nederlandse, ging Hoffmann naar de finale en had Bijleveld het nakijken.
Vier jaar later in Tokio had ze geen schijn van kans. Hoewel Bijleveld in het eraan voorafgaande seizoen met prestaties van 6,27 ver en 11,7 op de 100 m een goede indruk had achtergelaten, bleef ze in de Japanse hoofdstad ver van deze prestaties verwijderd. Kwalificeerde zij zich bij het verspringen nog met een redelijke 6,02, in de finale werd ze met een beste prestatie van 5,93 kansloos vijftiende. Op de 100 m kwam zij vervolgens geblesseerd aan de start en had zij er wellicht verstandiger aan gedaan om helemaal niet van start te gaan. Nu beëindigde zij haar serie trekkebenend als zesde in 12,3.

### Titels en records
Bij de NK van 1959 veroverde Bijleveld haar eerste nationale gouden medailles bij de senioren op de 100 m en het verspringen. In 1960 verbeterde zij bij het verspringen het Nederlandse record van 6,25, op naam van Fanny Blankers-Koen sinds 1943, dat indertijd tevens een wereldrecord was. Joke Bijleveld maakte er op 12 juni 1960 in het Duitse Frechen, tijdens een interlandwedstrijd tegen Duitsland, in haar laatste poging uit een serie van zes, 6,28 van. Een opmerkelijke prestatie, temeer omdat ze ten tijde van de interland last had van keelontsteking. Ze sprong zich er in één klap mee naar de tweede plaats op de wereldranglijst.
Een jaar later verbeterde zij zichzelf tijdens een wedstrijd in het Oost-Duitse Weimar tot 6,31. Met deze prestatie bleef Bijleveld slechts negen centimeter verwijderd van het wereldrecord van Hildrun Claus. Aan het einde van dat jaar, waarin zij ook nog eens een verspringtitel veroverde tijdens de XIIIe Internationale Roemeense Kampioenschappen in Boekarest, stond ze vijfde op de wereldranglijst. Als Nederlands record bleef haar sprong van kracht tot 1963, toen het door Corrie Bakker werd verbeterd tot 6,34.

### Eén cm verwijderd van EK-eremetaal
Prestatief gezien was 1962 misschien wel Bijlevelds beste jaar. Eerst evenaarde zij al vroeg in het seizoen haar record-verspringprestatie van 6,31, waarna zij in juli bij de prestigieuze Engelse AAA-kampioenschappen de verspringtitel naar zich toehaalde met een beste sprong van 6,21. En hoewel ze vervolgens vanwege een blessure de Nederlandse kampioenschappen van dat jaar aan zich voorbij moest laten gaan, was ze voor de Europese kampioenschappen in Belgrado voldoende hersteld om haar partij mee te blazen. Joke Bijleveld stond op dat moment vierde op de Europese ranglijst en die positie maakte zij in de Joegoslavische hoofdstad waar. In een spannende wedstrijd, waarin er tussen de nummers twee, drie en vier het kleinst mogelijke verschil van één cm zat, werd de Nederlandse met 6,21 vierde. Zowel de Poolse Elżbieta Krzesińska als de Britse Mary Rand kwamen beiden uit op 6,22 en verdeelden het zilver en brons, terwijl de Russische wereldrecordhoudster Tatjana Sjtsjelkanova met 6,36 het goud voor zich opeiste. Saillant detail: Joke Bijleveld had zich een dag eerder voor de finale gekwalificeerd met... 6,22! Een ander opvallend detail was dat zij Helga Hoffmann, die haar twee jaar eerder in Rome de pas had afgesneden voor de olympische finale, ditmaal voor bleef; de Duitse kwam nu tot 6,19 en werd vijfde. Aan het einde van dat jaar stond de Nederlandse op de vierde plaats van de wereldranglijst.

### Einde atletiekloopbaan
Na haar teleurstellend optreden op de Olympische Spelen in 1964 hield Bijleveld de atletiek voor gezien. Zij kwam niet meer in actie op de atletiekbanen en verdween even plotseling van het strijdtoneel als zij daar acht jaar eerder op was verschenen.
Joke Bijleveld staat op de zesde plaats van de allerbeste vrouwelijke atleten van de atletiekvereniging HAAG Atletiek. Op de nationale ranglijst met Beste Atletes Aller Tijden staat zij nog altijd, 62 jaar (peildatum augustus 2023) nadat ze 6,31 sprong, op de 21e plaats.

## Kampioenschappen

### Internationale kampioenschappen
| Onderdeel   | Titel                | Jaar |
| ----------- | -------------------- | ---- |
| verspringen | Roemeens kampioene   | 1961 |
|             | Engels AAA-kampioene | 1962 |

### Nederlandse kampioenschappen
| Onderdeel   | Jaar                   |
| ----------- | ---------------------- |
| 100 m       | 1959, 1964             |
| verspringen | 1959, 1960, 1961, 1964 |

## Records

### Persoonlijke records
| Onderdeel   | Prestatie      | Datum       | Plaats    |
| ----------- | -------------- | ----------- | --------- |
| 100 m       | 11,7 s         | 6 juli 1958 | Rotterdam |
| verspringen | 6,31 m (ex-NR) | 22 mei 1961 | Weimar    |

### Nederlandse records
| Onderdeel   | Prestatie | Datum        | Plaats  |
| ----------- | --------- | ------------ | ------- |
| verspringen | 6,28 m    | 12 juni 1960 | Frechen |
|             | 6,31 m    | 22 mei 1961  | Weimar  |

## Palmares

### 100 m
- 1958:  NK te Rotterdam – 11,7 s
- 1958: 6e in ½ fin. EK te Stockholm – 12,3 s (in serie 12,1 s)
- 1959:  Interl. Italië-Ned. – 11,8 s
- 1959:  NK – 11,9 s
- 1959:  Interl. Ned.-Zweden – 12,8 s
- 1959:  Interl. Frankrijk-Ned. – 12,1 s
- 1959:  Interl. Duitsland-Ned. – 11,8 s
- 1960:  Interl. Duitsland-Ned. – 12,2 s
- 1960:  Interl. Zweden-Ned. 11,9 s
- 1960:  Interl. Oost-Duitsland-Ned. – 12,0 s
- 1960:  NK – 12,2 s
- 1961:  Interl. Frankrijk-Ned. – 12,0 s
- 1961:  Interl. Ned.-Oost-Duitsland – 12,0 s
- 1962:  Interl. Polen-Ned. – 11,7 s
- 1962: ? Interl. Engeland-Ned.
- 1963:  NK – 11,7 s (RW)
- 1963: 4e Interl. Ned.-Frankrijk – 12,2 s
- 1963:  Interl. Engeland-Ned. – 12,0 s
- 1964:  NK – 11,7 s
- 1964:  Interl. Ned- Polen – 11,9 s
- 1964:  Interl. Frankrijk-Ned. – 12,0 s
- 1964:  Interl. Ned- Engeland – 11,9 s
- 1964:  Interl. Oost-Duitsland-Ned. – 12,0 s
- 1964: 6e in serie OS – 12,3 s

### verspringen
- 1957:  NK te Den Haag – 5,61 m
- 1958: 4e Interl. Ned.-Frankrijk – 5,39 m
- 1958: 4e NK te Rotterdam – 5,53 m
- 1958:  Interl. Zweden-Ned. – 5,61 m
- 1959:  Interl. Italië-Ned. – 5,98 m
- 1959:  NK – 5,92 m
- 1959:  Interl. Frankrijk-Ned. – 6,08 m
- 1959:  Interl. Duitsland-Ned. – 5,93 m
- 1960:  Interl. Duitsland-Ned. – 6,28 m (NR)
- 1960:  Interl. Zweden-Ned. 5,92 m
- 1960:  Interl. Oost-Duitsland-Ned. – 6,13 m
- 1960:  NK – 5,90 m
- 1960:  Interl. Ned.-Frankrijk – 5,88 m
- 1960: 7e OS – 6,11 m
- 1961:  Interl. Frankrijk-Ned. – 6,08 m
- 1961:  NK – 5,92 m
- 1961:  Interl. Italië-Oostenrijk-Ned. – 5,90 m
- 1961:  Interl. Ned.-Oost-Duitsland – 6,19 m
- 1961:  Internat. Roemeense kamp. – 6,06 m
- 1962:  Interl. Polen-Ned. – 6,28 m
- 1962:  Engelse AAA-kamp. – 6,21 m
- 1962:  Interl. Ned.-Frankrijk – 5,86 m
- 1962: 4e EK te Belgrado – 6,21 m (in kwal. 6,22 m)
- 1962: ? Interl. Engeland-Ned.
- 1963: 4e Interl. Oost-Duitsland-Ned. – 5,80 m
- 1964:  NK – 6,26 m
- 1964:  Interl. Ned- Polen – 6,14 m
- 1964:  Interl. Frankrijk-Ned. – 5,96 m
- 1964:  Interl. Ned- Engeland – 5,81 m
- 1964:  Interl. Oost-Duitsland-Ned. – 6,16 m
- 1964: 15e OS – 5,93 m (in kwal. 6,02 m)

### 4 x 100 m
- 1958: 4e EK te Stockholm – 46,2 s (in serie 46,1 s = NR)
- 1960:  NK Estafette te Rotterdam – 49,4 s

## Onderscheidingen
- KNAU-jeugdatlete van het jaar (Albert Spree-Beker) - 1958
- KNAU-atlete van het jaar - 1960